# Öljäst
Öljäst är speciellt framtagen jäst för ölbryggning. Det finns huvudsakligen två typer av öljäst: underjäst (även kallad lagerjäst) och överjäst (även kallad alejäst). Jästen förbrukar socker och ger i stället alkohol, kolsyra och vissa smakämnen.
Underjästen (Saccharomyces uvarum) ger bäst resultat vid lägre temperaturer, runt 8-12 grader C, och kan även jäsa ända ner till några enstaka plusgrader. Lågtemperaturjäsning sker vid lagring och ger kolsyra åt ölet. Därav namnet lagerjäst. Det typiska för underjästen är att den producerar väldigt lite smakgivare som till exempel estrar och därför ger ett mer rensmakande öl än överjästen. Efter jäsningen lägger sig jästen på botten, vilket har gett jästen namnet underjäst.
Överjästen (Saccharomyces cerevisiae) arbetar bäst i lite högre temperaturer och ger bäst resultat vid 18-20 grader C. Överjästen producerar olika smakgivare som till exempel estrar, vilket ger ett "fruktigare" öl. Efter avslutad jäsning flyter jästen upp till ytan. Därav namnet överjäst. Det finns dock många jäststammar som sjunker till botten, trots att de tillhör gruppen överjäst. Överjästen har använts sedan urminnes tider och används än idag i vissa delar av Europa. Ölet brukar gå under benämningen ale, och bryggs främst i Storbritannien, Irland och Belgien, men även i vissa regioner i Tyskland.
Överjäst och underjäst finns dessutom i en mängd olika varianter, s.k. jäststammar, som var och en har sina speciella egenskaper. De ger sin egen karaktär åt brygden i form av biprodukter och har olika utjäsningsgrad. Vissa jäststammar är extra alkoholtoleranta och används vid bryggning av lite starkare specialöl.
Strax utanför Bryssel bryggs öl i överjäst-temperatur, men istället för att tillsätta jäst så låter man naturen sköta jäsningen istället. Jäsningen utförs av olika naturliga jäststammar, samt bakterier. Dessa öl kallas spontanjäst öl och metoden fungerar endast med rätt flora av jäst och bakterier.